# Mamadou Gaoussou Diarra
Vous pouvez aider à l'améliorer ou bien discuter des problèmes sur sa page de discussion.
 (juillet 2025).
Pour les articles homonymes, voir Diarra.
Mamadou Gaoussou Diarra (né le 31 août 1970) est un avocat malien de premier plan[non neutre], ancien ministre et personnalité influente du secteur juridique et des affaires au Mali[non neutre]. Il a notamment été ministre de la Jeunesse et des Sports, ministre de l’Emploi et la Formation citoyenne, puis ministre chargé de la Promotion des investissements et du Secteur privé entre 2013 et 2016.

## Formation et débuts
Il obtient son baccalauréat en 1990 avec mention « assez bien », puis sa maîtrise en sciences juridiques à l’École nationale d’administration (ENA, Bamako) en 1995, également avec mention « assez bien » ; la même année, il prête serment comme avocat au Mali. Il suit un diplôme en droit de l’entreprise et de l’investissement à l’Institut international pour le droit du développement (IDLO, Rome) en 2003.

## Carrière professionnelle
Inscrit au barreau malien depuis 1995, il exerce au sein du cabinet Tapо avant de fonder le cabinet privé « Juri‑Partner » dont il devient le promoteur principal. Il développe une expertise reconnue dans le droit des affaires OHADA, les secteurs des mines, des télécommunications et de l’arbitrage international.
Il préside l’Association des Jeunes Avocats du Mali et occupe la fonction de secrétaire général adjoint de l’Ordre des avocats du Mali.

## Carrière politique
Il devient ministre de la Jeunesse et des Sports sous le Premier ministre Oumar Tatam Ly (2013–2014), puis ministre de la Jeunesse et de la Formation citoyenne et enfin ministre de la Promotion des Investissements et du Secteur privé dans les gouvernements de Moussa Mara (2014–2015) et Modibo Keïta II (2015–2016).

## Reconnaissance internationale
En mars 2016, il est élevé au rang de **Commandeur de l’Ordre national du Mérite de la République française**, distinction remise à l’ambassade de France à Bamako par l’ambassadeur Gilles Huberson au nom du président François Hollande.
En juillet 2024, il est élu membre de la Cour de la Chambre de commerce internationale pour le mandat 2024‑2027, marquant une reconnaissance de son expertise internationale en arbitrage. Il est inscrit au tableau de l’Ordre des avocats du Mali depuis 1995.

## Personnalité et implication
Réputé pour son sérieux, sa rigueur et sa discrétion, il est décrit comme courtois, efficace et engagé au service du développement économique et social du Mali. Il est également journaliste culturel (ancien chroniqueur pour « Les Échos » et le magazine « Grin-Grin ») et passionné de tennis de table, de scrabble, d’échecs, de lecture et d’écriture[passage promotionnel].

## Distinctions
- Commandeur de l’Ordre national du Mérite (France), 30 mars 2016[4].